# Marcallo con Casone
Marcallo con Casone ist eine Gemeinde mit 6303 Einwohnern (Stand 31. Dezember 2023) in der Metropolitanstadt Mailand, Region Lombardei.
Die Nachbarorte von Marcallo con Casone sind Ossona, Mesero, Santo Stefano Ticino, Bernate Ticino, Magenta und Boffalora sopra Ticino.

## Demografie
Marcallo con Casone zählt 2171 Privathaushalte. Zwischen 1991 und 2001 stieg die Einwohnerzahl relativ gering von 5165 auf 5192. Dies entspricht einem prozentualen Zuwachs von 0,5 %.